# ロシアNIS貿易会
一般社団法人ロシアNIS貿易会・ロシアNIS経済研究所（ロシアNISぼうえきかい・ロシアNISけいざいけんきゅうじょ）略称「ROTOBO」は、1967年（昭和42年）1月に「ソ連東欧貿易会・ソ連東欧経済研究所」として設立され、1970年（昭和45年）8月に社団法人へ移行後、1992年（平成4年）5月から「ロシア東欧貿易会・ロシア東欧経済研究所」へ改名、2006年（平成18年）9月から現在の名称へ変更、2012年（平成24年）4月から一般社団法人へ移行した、ロシア、NIS（New Independent States、ロシアおよびバルト3国以外の旧ソ連の新興独立諸国）、およびモンゴルとの貿易・投資関係の拡大、様々な交流の促進を図りながら、日本とNIS関係諸国との通商の振興に貢献・推進する法人である。旧主務官庁は、通商産業省（現：経済産業省）。

## 概略
1967年に上述の「ソ連東欧貿易会・ソ連東欧経済研究所」名称で発足し、1992年にソビエト連邦の解体を受ける形で「ロシア東欧貿易会・ロシア東欧経済研究所」名称へ改名、2006年に東欧事業からの撤退に伴い現名称へ変更、現在に至る。

## 関連事業・団体
- 日露貿易投資促進機構
- 二国間経済委員会
- 日本カザフスタン 投資環境整備ネットワーク
- 日ウ（日本・ウズベキスタン）投資環境整備ネットワーク
- 日本キルギス投資環境整備ネットワーク
- 日本トルクメニスタン 投資環境整備ネットワーク
- 日露投資フォーラム
- 対ロシアビジネス・コンサルティング・サービス
- 公益財団法人JKA機械工業振興事業（補助事業）